# Sanningen om Titanic
Sanningen om Titanic (originaltitel: The Truth about the Titanic) är en bok skriven av Archibald Gracie som publicerades (postumt) för första gången på engelska 1913 och på svenska redan samma år av Bonniers. 
Boken med sin unika vittnesbörd blev efterfrågad och trycks i nya upplagor än idag.
I boken skriver Gracie, en överlevare från Titanickatastrofen, detaljerat om sina egna ögonvittnesskildringar. Inte bara kring vistelsen ombord på det "flytande palats" han upplevde att han befann sig på och händelseförloppet, när olyckan var ett faktum, men även om sina medpassagerare. Både de som överlevde och de som inte gjorde det, samt om det hjältemod han bevittnade "under förhållanden, mera fasansfulla än något man förr hört talas om i sjöolyckornas annaler."